# MLB All-Star Game 2016
Das MLB All-Star Game 2016 war die 87. Auflage des Major League Baseball All-Star Game zwischen den Auswahlteams der American League (AL) und der National League (NL). Es fand am 12. Juli 2016 im PETCO Park, dem Stadion der San Diego Padres in San Diego statt. Die American League schlug die National League mit 4:2 Runs und sicherte sich somit das Heimrecht in der World Series 2016.

## Spielerwahl
Ab dem 24. April 2016 konnten die Fans online die Teilnehmer der beiden Ligen am All-Star Game wählen. Die Abstimmung lief bis zum 30. Juni 2016 und jedermann war berechtigt 35 Mal abzustimmen, allerdings maximal fünf Mal binnen 24 Stunden. Die Spieler, die auf ihrer jeweiligen Position die meisten Stimmen bekommen, stehen in der Startaufstellung für ihre jeweilige Liga.

## Aufstellung (Roster)
Das Ergebnis der Wahl führte zu folgenden geplanten Aufstellungen.

### American League
| Position | Player             | Team | All-Star Games |
| -------- | ------------------ | ---- | -------------- |
| C        | Salvador Pérez     | KC   | 4              |
| 1B       | Eric Hosmer        | KC   | 1              |
| 2B       | José Altuve        | HOU  | 4              |
| 3B       | Manny Machado      | BAL  | 3              |
| SS       | Xander Bogaerts    | BOS  | 1              |
| OF       | Mike Trout         | LAA  | 5              |
| OF       | Jackie Bradley Jr. | BOS  | 1              |
| OF       | Mookie Betts       | BOS  | 1              |
| DH       | David Ortiz        | BOS  | 10             |

| Position | Player            | Team | All-Star Games |
| -------- | ----------------- | ---- | -------------- |
| C        | Stephen Vogt      | OAK  | 2              |
| C        | Matt Wieters      | BAL  | 4              |
| 1B       | Miguel Cabrera    | DET  | 11             |
| 2B       | Robinson Canó     | SEA  | 7              |
| 3B       | Josh Donaldson    | TOR  | 3              |
| SS       | Eduardo Núñez     | MIN  | 1              |
| SS       | Francisco Lindor  | CLE  | 1              |
| OF       | Carlos Beltrán    | NYY  | 9              |
| OF       | Ian Desmond       | TEX  | 2              |
| OF       | Mark Trumbo       | BAL  | 2              |
| DH       | Edwin Encarnación | TOR  | 3              |

| Player          | Team | All-Star Games |
| --------------- | ---- | -------------- |
| Dellin Betances | NYY  | 3              |
| Brad Brach      | BAL  | 1              |
| Zach Britton    | BAL  | 2              |
| Álex Colomé     | TB   | 1              |
| Wade Davis 1    | KC   | 2              |
| Marco Estrada 2 | TOR  | 1              |
| Cole Hamels     | TEX  | 4              |
| Will Harris     | HOU  | 1              |
| Kelvin Herrera  | KC   | 2              |
| Craig Kimbrel 3 | BOS  | 5              |
| Corey Kluber 2  | CLE  | 1              |
| Andrew Miller   | NYY  | 1              |
| José Quintana 4 | CWS  | 1              |
| Danny Salazar   | CLE  | 1              |
| Chris Sale      | CWS  | 5              |
| Aaron Sanchez 3 | TOR  | 1              |
| Steven Wright   | BOS  | 1              |

1 Wade Davis fällt verletzt aus.

2 Corey Kluber ersetzt den verletzten Marco Estrada im Kader der AL.

3 Aaron Sanchez ersetzt den verletzten Craig Kimbrel im Kader der AL.

4 José Quintana ersetzt den verletzten Danny Salazar im Kader der AL.

### National League
| Position | Player            | Team | All-Star Games |
| -------- | ----------------- | ---- | -------------- |
| C        | Buster Posey      | SF   | 4              |
| 1B       | Anthony Rizzo     | CHC  | 3              |
| 2B       | Ben Zobrist       | CHC  | 3              |
| 3B       | Kris Bryant       | CHC  | 2              |
| SS       | Addison Russell   | CHC  | 1              |
| OF       | Yoenis Céspedes * | NYM  | 2              |
| OF       | Dexter Fowler *   | CHC  | 1              |
| OF       | Bryce Harper      | WSH  | 4              |

| Position | Player           | Team | All-Star Games |
| -------- | ---------------- | ---- | -------------- |
| C        | Jonathan Lucroy  | MIL  | 2              |
| C        | Wilson Ramos     | WSH  | 1              |
| 1B       | Paul Goldschmidt | ARI  | 4              |
| 1B       | Wil Myers        | SD   | 1              |
| 2B       | Daniel Murphy    | WSH  | 2              |
| 3B       | Nolan Arenado    | COL  | 2              |
| 3B       | Matt Carpenter * | STL  | 3              |
| SS       | Corey Seager     | LAD  | 1              |
| OF       | Adam Duvall      | CIN  | 1              |
| OF       | Carlos González  | COL  | 3              |
| OF       | Odubel Herrera   | PHI  | 1              |
| OF       | Marcell Ozuna    | MIA  | 1              |

| Player              | Team  | All-Star Games |
| ------------------- | ----- | -------------- |
| Jake Arrieta        | CHC   | 1              |
| Madison Bumgarner 1 | SF    | 4              |
| Bartolo Colón 1     | NYM   | 4              |
| Johnny Cueto        | SF    | 2              |
| Jeurys Familia      | NYM   | 1              |
| José Fernández      | MIA   | 2              |
| Kenley Jansen       | LAD   | 1              |
| Clayton Kershaw 2   | LAD   | 6              |
| Jon Lester          | CHC   | 4              |
| Mark Melancon       | PIT   | 3              |
| Drew Pomeranz 3     | SD    | 1              |
| A. J. Ramos         | MIA   | 1              |
| Fernando Rodney     | MIA   | 3              |
| Max Scherzer        | 4 WSH | 4              |
| Stephen Strasburg 4 | WSH   | 2              |
| Noah Syndergaard 3  | NYM   | 1              |
| Julio Teherán       | ATL   | 2              |

* Yoenis Céspedes, Dexter Fowler und Matt Carpenter fehlen verletzt.

1 Bartolo Colón ersetzt Madison Bumgarner im Kader der NL.

2 Clayton Kershaw fällt verletzt aus.

3 Drew Pomeranz ersetzt den verletzten Noah Syndergaard im Kader der NL.

4 Max Scherzer ersetzt den verletzten Stephen Strasburg im Kader der NL.

## Spieldetails

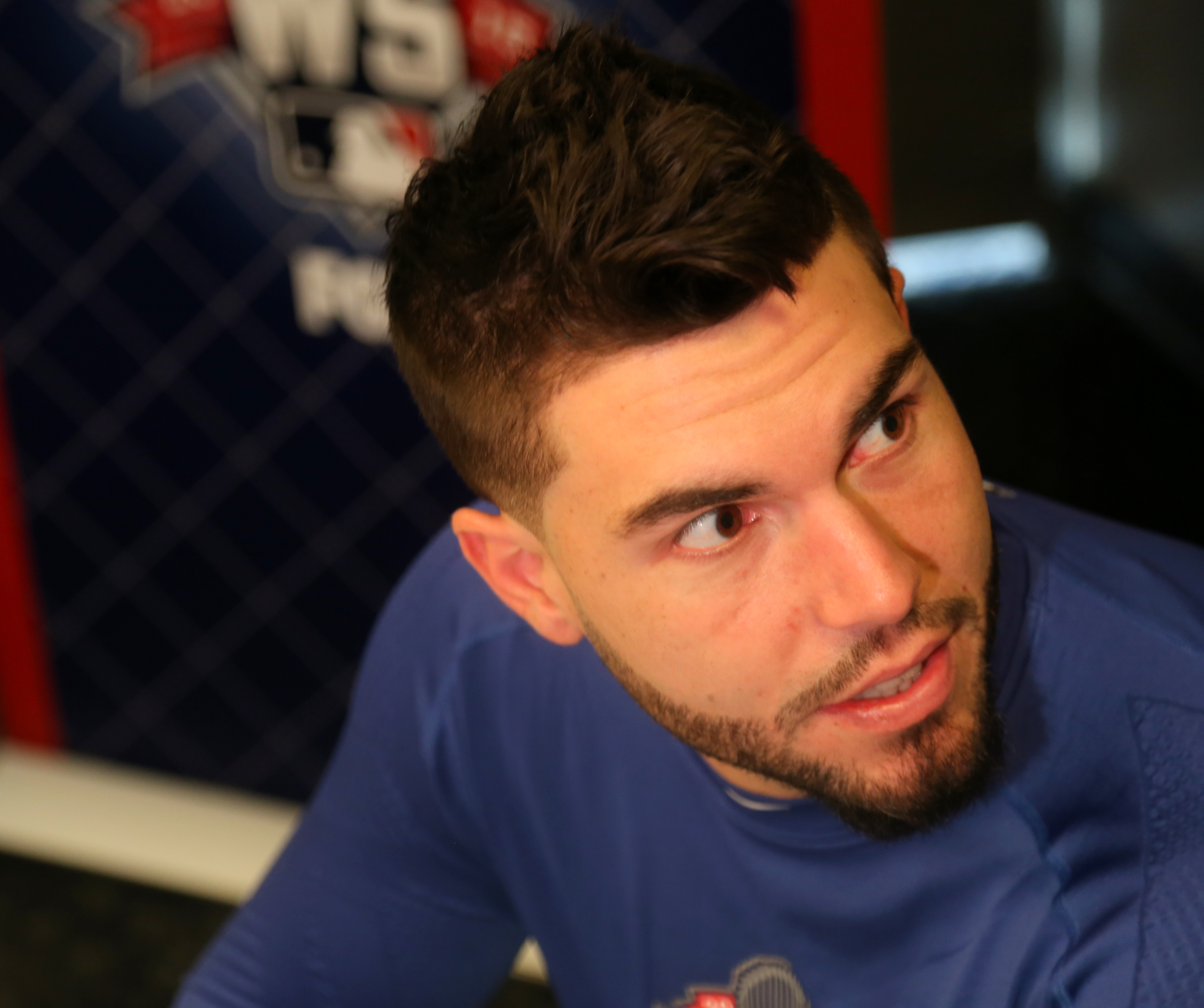
Eric Hosmer von den Kansas City Royals wurde zum MVP des All-Star Game gewählt

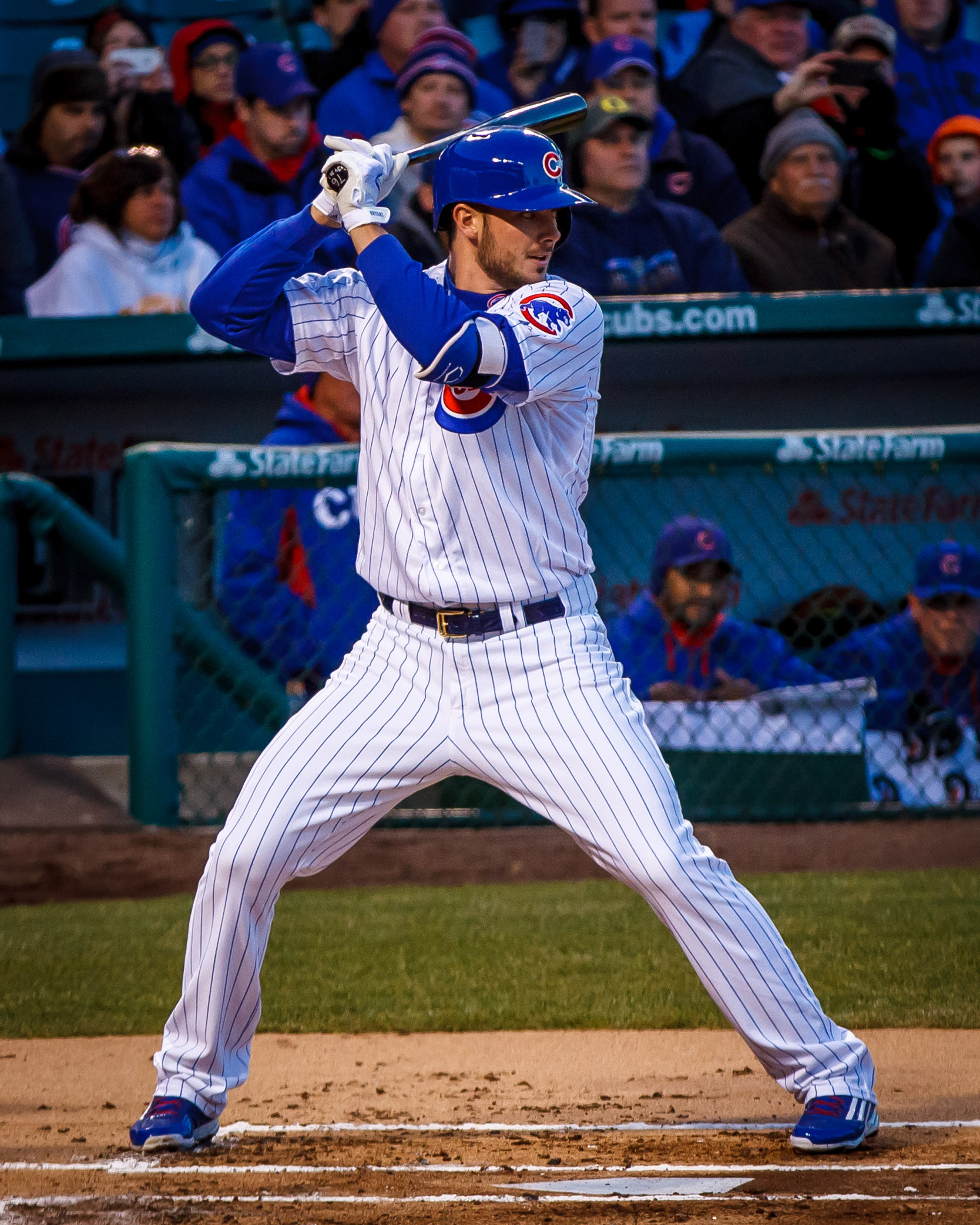
Kris Bryant von den Chicago Cubs erzielte gleich im ersten Inning einen Homerun für die NL

### Startaufstellung
| NL            | NL              | NL   | NL       | AL            | AL                 | AL   | AL       |
| Batting Order | Spieler         | Team | Position | Batting Order | Spieler            | Team | Position |
| ------------- | --------------- | ---- | -------- | ------------- | ------------------ | ---- | -------- |
| 1             | Ben Zobrist     | CHC  | 2B       | 1             | José Altuve        | HOU  | 2B       |
| 2             | Bryce Harper    | WSH  | RF       | 2             | Mike Trout         | LAA  | CF       |
| 3             | Kris Bryant     | CHC  | 3B       | 3             | Manny Machado      | BAL  | 3B       |
| 4             | Wil Myers       | SD   | DH       | 4             | David Ortiz        | BOS  | DH       |
| 5             | Buster Posey    | SF   | C        | 5             | Xander Bogaerts    | BOS  | SS       |
| 6             | Anthony Rizzo   | CHC  | 1B       | 6             | Eric Hosmer        | KC   | 1B       |
| 7             | Marcell Ozuna   | MIA  | CF       | 7             | Mookie Betts       | BOS  | RF       |
| 8             | Carlos González | COL  | LF       | 8             | Salvador Pérez     | KC   | C        |
| 9             | Addison Russell | CHC  | SS       | 9             | Jackie Bradley Jr. | BOS  | LF       |
|               | Johnny Cueto    | SF   | P        |               | Chris Sale         | CWS  | P        |

### Pitcher
| NL              | NL   | NL  | NL | NL | NL | NL | AL              | AL   | AL  | AL | AL | AL | AL |
| Spieler         | Team | IP  | H  | ER | SO | HR | Spieler         | Team | IP  | H  | ER | SO | HR |
| --------------- | ---- | --- | -- | -- | -- | -- | --------------- | ---- | --- | -- | -- | -- | -- |
| Johnny Cueto    | SF   | 1,2 | 5  | 3  | 1  | 2  | Chris Sale      | CWS  | 1,0 | 1  | 1  | 1  | 1  |
| José Fernández  | MIA  | 1,1 | 2  | 1  | 1  | 0  | Corey Kluber    | CLE  | 1,0 | 0  | 0  | 1  | 0  |
| Drew Pomeranz   | SD   | 1,0 | 1  | 0  | 0  | 0  | Cole Hamels     | TEX  | 1,0 | 2  | 0  | 1  | 0  |
| Julio Teherán   | ATL  | 1,0 | 0  | 0  | 0  | 0  | Aaron Sanchez   | TOR  | 1,0 | 2  | 1  | 0  | 0  |
| Max Scherzer    | WSH  | 1,0 | 0  | 0  | 1  | 0  | José Quintana   | CWS  | 1,0 | 1  | 0  | 1  | 0  |
| Jon Lester      | CHC  | 0,2 | 0  | 0  | 0  | 0  | Kelvin Herrera  | KC   | 1,0 | 0  | 0  | 1  | 0  |
| Mark Melancon   | PIT  | 0,1 | 0  | 0  | 0  | 0  | Dellin Betances | NYY  | 1,0 | 1  | 0  | 2  | 0  |
| Fernando Rodney | MIA  | 0,2 | 0  | 0  | 1  | 0  | Andrew Miller   | NYY  | 0,2 | 2  | 0  | 1  | 0  |
| Kenley Jansen   | LAD  | 0,1 | 0  | 0  | 1  | 0  | Will Harris     | HOU  | 0,1 | 0  | 0  | 1  | 0  |
|                 |      |     |    |    |    |    | Zach Britton    | BAL  | 1,0 | 1  | 0  | 0  | 0  |
| SUMME           |      | 8,0 | 8  | 4  | 5  | 2  | SUMME           |      | 9,0 | 10 | 2  | 9  | 1  |

### Boxscore
| Team            | 1 | 2 | 3 | 4 | 5 | 6 | 7 | 8 | 9 | R | H  | E |
| --------------- | - | - | - | - | - | - | - | - | - | - | -- | - |
| National League | 1 | 0 | 0 | 1 | 0 | 0 | 0 | 0 | 0 | 2 | 10 | 1 |
| American League | 0 | 3 | 1 | 0 | 0 | 0 | 0 | 0 | X | 4 | 8  | 1 |

Starting Pitchers: NL – Johnny Cueto  AL – Chris Sale   WP: Corey Kluber   LP: Johnny Cueto  SV: Zach Britton  